# ArenaBowl XIV
Match précédent Match suivant
L'ArenaBowl XIV est largement salué comme l’un des jeux les plus passionnants de l’histoire de l'ArenaBowl, aux côtés de classiques tels que ArenaBowl XVIII et ArenaBowl XIX. Avec deux équipes de la division sud de l'Arena Football League, le match s'est déroulé comme on pouvait s'y attendre: un combat peu marqué, principalement défensif. Finalement, cependant, le botteur des Predators d’Orlando, David Cool, a converti un field goal de 19 yards à la fin du temps imparti pour donner aux Predators une victoire 41-38 sur les Kats de Nashville et leur deuxième titre ArenaBowl en trois ans.

## Sommaire du match
Les Predators d’Orlando prennent un départ rapide dans ArenaBowl XIV, ouvrant le match avec un safety suivi d'une paire de touchdowns pour prendre une avance de 15-0. Bien que le quarterback de Nashville, Andy Kelly, trouve Jeff Russell pour faire 15-7, le quarterback des Predators, Connell Maynor, réplique avec deux autres passes de touchdown, donnant à Orlando une avance de 29-7 avec 10 minutes à jouer en première période. Le score est resté ainsi pendant près de huit minutes jusqu'à ce que William Gaines de Nashville enregistre un safey, réveillant apparemment les Kats qui entament un retour furieux.
Kelly marque pour deux touchdowns dans la dernière minute de la première mi-temps, ramenant ainsi les Kats à  six points à la mi-temps. Ils prennent l'avance, 30-29, en ouvrant la deuxième période avec une passe de touchdown à James Baron. Un field goal marqué par David Cool d'Orlando est suivi par une passe de touchdown de Maynor à Bret Cooper (mais Cool rate le point supplémentaire), donnant aux Predators un avantage de 38-30 au début du quatrième quart-temps. La perte de Kelly, qui est blessée au genou, ralentit encore l'élan de Nashville. Il est remplacé par le substitut rookie James Brown. Brown lance une interception lors de sa première possession, mais après que Cool ait manqué un field goal de 22 yards, il a rapidement expié l'erreur en trouvant Darryl Hammond pour une passe de 45 yards et ensuite Cory Fleming pour la conversion de deux points, ramenant les deux équipes à égalité avec 6:26 à jouer. La défense reprend le contrôle du match et, alors que le match est sans aucune annotation, les Predators ont l'occasion de marquer un field goal gagnant de 19 yards par Cool, alors que le temps est écoulé. Cool avait connu des difficultés tout au long du match, après avoir manqué deux points supplémentaires et trois field goals, mais a réussi à convertir celui-ci, donnant à Orlando la victoire 41-38.
Ce n'est que le deuxième ArenaBowl des Predators malgré 6 participations.

## Évolution du score
| Temps           | Description des actions                                                           | Score OR-NA | Score OR-NA |
| --------------- | --------------------------------------------------------------------------------- | ----------- | ----------- |
| 1er Quart-temps |                                                                                   |             |             |
| 14:01           | Safety par Allen                                                                  |             | 02-0        |
| 10:13           | TD de 16 yards par Dell à la suite d'une passe de Maynor (PAT de Cool)            |             | 09-0        |
| 04:08           | TD de 3 yards à la course par Douglas (PAT manqué de Cool)                        |             | 15-0        |
| 01:40           | TD de 33 yards par Russell à la suite d'une passe de Kelly (PAT de McLaughlin)    |             | 15-07       |
| 2e Quart-temps  |                                                                                   |             |             |
| 14:04           | TD de 18 yards par Hamilton à la suite d'une passe de Maynor (PAT de Cool)        |             | 22-07       |
| 10:45           | TD de 5 yards par Douglas à la suite d'une passe de Maynor (PAT de Cool)          |             | 29-07       |
| 02:50           | Safety par Gaines                                                                 |             | 29-09       |
| 00:39           | TD de 1 yard par Fleming à la suite d'une passe de Kelly (PAT de McLaughlin)      |             | 29-16       |
| 00:00           | TD de 5 yards par Hamond à la suite d'une passe de Kelly (PAT de McLaughlin)      |             | 29-23       |
| 3e Quart-temps  |                                                                                   |             |             |
| 09:43           | TD de 28 yards par Baron à la suite d'une passe de Kelly (PAT de McLaughlin)      |             | 29-30       |
| 03:20           | FG de 38 yards par Cool                                                           |             | 32-30       |
| 4e Quart-temps  |                                                                                   |             |             |
| 12:23           | TD de 15 yards par Cooper à la suite d'une passe de Maynor (PAT manqué de Cool)   |             | 38-30       |
| 06:26           | TD de 45 yards à la course par Brown (conversion de 2 pts par Brown pour Fleming) | Égalité     | 38-38       |
| 00:00           | FG de 19 yards par Cool                                                           |             | 41-38       |

## Les équipes en présence
| Joueur              | Position | Université             |
| ------------------- | -------- | ---------------------- |
| Ernest Allen        | DL       | Cincinnati             |
| Braniff Bonaventure | QB       | Furman                 |
| Rodney Brown        | OS       | Valdosta State (GA)    |
| Webbie Burnett      | OL/DL,DT | Western Kentucky       |
| Butler By'not'e     | RB       | Ohio St.               |
| BJ Cohen            | DL       | Marshall               |
| David Cool          | K        | Georgia Southern       |
| Bret Cooper         | WR/DB    | Central Florida        |
| Jeff Cothran        | FB       | Ohio St.               |
| Clif Dell           | WR       | South Florida          |
| Tommy Dorsey        | FB/LB    | North Carolina Central |
| Joe Douglass        | WR,WR/DB | Montana                |
| Troy Dumas          | LB       | Nebraska               |
| Curtis Eason        | DT,DL    | East Tennessee State   |
| Bill Hall           | FB/LB    | Missouri Western       |
| Rick Hamilton       | LB       | Central Florida        |
| Ty Law              | WR/LB    | Rice                   |
| Reggie Lee          | OL/DL    | Florida A&M            |
| Damon Mason         | WR/DB    | Southwestern Louisiana |
| Dedric Mathis       | DB       | Houston                |
| Connell Maynor      | QB       | North Carolina A&T     |
| Jon McCall          | OL/DL    | Central Michigan       |
| Kenny McEntyre      | DB       | Kansas State           |
| Rich McKenzie       | LB       | Penn St.               |
| Mark Nonsant        | WR/LB    | Central Florida        |
| Pat O'Hara          | QB       | Southern California    |
| Mike Osuna          | FB/LB    | Central Florida        |
| Fred Ray            | OL/DL    | Howard                 |
| Matt Storm          | OL/DL,OG | Georgia                |
| Stevie Thomas       | WR/LB    | Bethune-Cookman        |
| Antwuan Wyatt       | WR       | Bethune-Cookman        |

| Joueur           | Position    | Université             |
| ---------------- | ----------- | ---------------------- |
| Jason Bratton    | RB          | Grambling St.          |
| Fred Brock       | WR          | Southern Miss          |
| James Brown      | QB          | Texas                  |
| Ron Carpenter    | DB          | Miami (OH)             |
| Rob Davis        | WR/DB,DB    | Vanderbilt             |
| DeWayne Dotson   | LB          | Tennessee              |
| Pat Downey       | OL/DL,C     | New Hampshire          |
| Cory Fleming     | WR          | Tennessee              |
| Carlos Fowler    | OL/DL,DT,DT | Wisconsin              |
| Robert Gaddy     | OL/DL       | Alcorn State           |
| William Gaines   | DT          | Florida                |
| Rupert Grant     | RB          | Howard                 |
| Carl Greenwood   | DB          | UCLA                   |
| Aaron Hamilton   | OL/DL       | Westmar (IA)           |
| Darryl Hammond   | WR/LB       | Virginia               |
| Anthony Hicks    | FB/LB,LB    | Middle Tennessee State |
| Jarrick Hillery  | WR/DB       | Tennessee State        |
| Tyronne Jones    | WR          | Grambling              |
| Andy Kelly       | QB          | Tennessee              |
| Bob Kronenberg   | OL/DL,C     | St. Cloud State        |
| Bruce McClure    | FB          | Oklahoma               |
| Steve McLaughlin | K           | Arizona                |
| Buster Owens     | WR/DB       | Georgia                |
| Brad Palazzo     | K           | Tulane                 |
| Kirk Pointer     | DS          | Austin Peay            |
| Jeff Russell     | WR/DB,S,DB  | Pacific                |
| Phil Savoy       | WR/DB       | Colorado               |
| Freddie Scott    | WR          | Penn St.               |
| Jeff Thomas      | WR/LB       | Georgia                |

## Statistiques par équipe
| Données                   | Orlando | Nashville |
| ------------------------- | ------- | --------- |
| 1er Downs                 | 15      | 13        |
| Yards à la course         | 26      | 8         |
| Yards à la passe          | 202     | 225       |
| Fumbles/Perdu             | 0/0     | 2/2       |
| Yards en retour de Fumble | 0       | 0         |
| Pénalités/Yards           | 10/46   | 8/36      |
| Temps de possession       | 34:13   | 25:47     |
| Conversion de 3e Down     | 4/9     | 1/5       |
| Conversion de 4e Down     | 0/0     | 0/1       |